# Канижа (Иванец)
Канижа је насељено место у Републици Хрватској у Вараждинској жупанији. Административно је у саставу града Иванца. Простире се на површини од 0,49 км2

## Изглед
Канижа је насеље раштрканог типа које је смештено на издуженом простору. Куће нису правилно размештене већ су неке збијене, а неке су удаљене и до 20 метара. Насеље се не састоји од неколико мањих заселака него је једна целина.

## Привреда
Канижа је стално насеље с раштрканим имањима. Поља су врло мала јер се проводи пулверзација (уситњавање). С обзиром на степен развијености Канижа је транзицијски тип. Само једно домаћинство се бави и живи од пољопривреде, а већина домаћинстава поседује њиву, воћњак и/или виноград које обрађују, али само у слободно време. У насељу је око 10 приватних предузећа која се баве различитим услугама као продајом аутомобила, текстила, монтирањем прозора, фарбарским услугама итд.

## Становништво
На попису становништва 2011. године, Канижа је имала 287 становника.
Према попису становништва из 2001. године у насељу Канижа живело је 295 становника. који су живели у 87 породичних домаћинстава Густина насељености је 99,33 становника на км2
Кретање броја становника по пописима 1857—2001.
| година пописа  | 1857. | 1869. | 1880. | 1890. | 1900. | 1910. | 1921. | 1931. | 1948. | 1953. | 1961. | 1971. | 1981. | 1991. | 2001. |
| бр. становника | 142   | 86    | 96    | 131   | 168   | 190   | 212   | 264   | 290   | 276   | 285   | 257   | 309   | 319   | 295   |

Напомена:До 1900. и од 1981. надаље исказивано под именом Канижа, а од 1910. до 1971. под именом Канижа Иванечка. У 2001. повећано за део подручја насеља Гечковец. Од 1857. до 1991. део података садржан је у насељу Гечковец

## Попис1991.
На попису становништва 1991. године, насељено место Канижа је имало 319 становника, следећег националног састава:
| Попис 1991.‍ | Попис 1991.‍ | Попис 1991.‍ | Попис 1991.‍ | Попис 1991.‍ |
| ----------- | ----------- | ----------- | ----------- | ----------- |
|             |             |             |             |             |
| Хрвати      | Хрвати      |             | 315         | 98,74%      |
| непознато   | непознато   |             | 4           | 1,25%       |
| укупно: 319 |             |             |             |             |

## Историјски споменици
На подручју Каниже налазе се два историјска споменика. Први се налази на раскршћи између Каниже и Гечковца и подигнут је у част палим антифашистима из Другог светског рата. На плочи која се налази на споменику истакнуте су сви учесници са подручја Каниже и Гечковца који су погинули у рату. Споменик је подигнут од стране СУБНОР-а 27. јула 1955.
Други споменик налази се близу Каниже у шуми Турјач. У народу је споменик познат као „олтар“. Споменик је израђен од камена, налази се на узвишењу, на којем је, по легенди, некад стајала црква, али су је анђели, због злих људи однели, а од цркве је остао само олтар. Легенда говори да су је анђели однели у легендарни Марпург, а где је то, нитко не зна. Научна истраживања показују да је камен вероватно келтског порекла и да су га тамо ставили друиди, келтски свештеници, а слични камени блокови у пару се налазе и у Енглеској и Ирској.